# Elgin Avenue Breakdown
Elgin Avenue Breakdown es un álbum recopilatorio de la banda de pub rock liderada por Joe Strummer, The 101'ers, antes de que este se integrara a The Clash. Fue lanzado en 1981 debido a la popularidad de The Clash. En este disco se encuentra el único sencillo de la banda Keys to Your Heart. Joe Strummer trabajó en el relanzamiento del disco incluyendo temas inéditos, pero fueron Lucinda Tait, viuda de Strummer, y el baterista Richard Dudanski quienes terminaron el proyecto en el 2005 como Elgin Avenue Breakdown Revisited. En esta última edición se incluye dos tomas de su sencillo Keys to Your Heart. Además aparece la canción Junco Partner, que luego sería tocada por The Clash en su disco Sandinista y el coro de la canción Lonely Mothers Son es el mismo que el de la canción Jail Guitars Door, de su álbum The Clash.

## Pistas
Lanzamiento original
1. "Letsagetabitarockin'" - 2:07
2. "Silent Telephone" - 2:20
3. "Monkey Business" [en vivo]  - 2:22
4. "Shake Your Hips" [en vivo]  - 3:26
5. "Junco Partner" [en vivo]  - 3:19
6. "Don't Let Go" - 2:54
7. "Motor Boys Motor" - 2:22
8. "Sweety of the St. Moritz" - 2:24
9. "Surf City" - 2:47
10. "Keys to Your Heart" - 3:09
11. "Sweet Revenge" - 2:57
12. "Gloria" [en vivo]  - 3:34

Re-lanzamiento
1. "Letsagetabitarockin'"
2. "Silent Telephone"
3. "Keys To Your Heart" (version 1)
4. "Rabies (From the Dogs of Love)"
5. "Sweet Revenge"
6. "Motor Boys Motor"
7. "Steamgauge '99*"
8. "5 Star R'n'R"
9. "Surf City"
10. "Keys To Your Heart" (version 2)
11. "Sweety Of The St Moritz"
12. "Hideaway" (inédita)
13. "Shake Your Hips" [en vivo]  (inédita)
14. "Lonely Mother's Son" [en vivo]  (inédita)
15. "Don't Let It Go" [en vivo]
16. "Keep Taking the Tablets" [en vivo]  (inédita)
17. "Junco Partner" [en vivo]  (inédita)
18. "Out of Time" [en vivo]  (inédita)
19. "Maybelline" [en vivo]  (inédita)
20. "Gloria" [en vivo] (inédita)

## Personal
- Joe Strummer - guitarra,  voz
- Clive Timperley - guitarra, voz
- Dan Kelleher -  bajo, voz, teclados
- John Mole - bajo
- Richard Dudanski - batería, voz

- Roger Armstrong - productor
- Simon Jeffes - productor
- Vic Maile - productor